# San Bartolomé Loxicha
San Bartolomé Loxicha è un comune del Messico, situato nello stato di Oaxaca.